# Kensington, Maryland
Kensington är en kommun (town) i Montgomery County i Maryland. Enligt 2020 års folkräkning hade Kensington 2 122 invånare.